# 1976-os Formula–1 spanyol nagydíj
A spanyol nagydíj volt az 1976-os Formula–1 világbajnokság negyedik futama.

## Futam
James Hunt indult a pole-pozícióból és meg is nyerte a versenyt, a verseny utáni mérésnél azonban kiderült hogy kocsija 1,8 centiméterrel szélesebb a szabályok által megengedettnél. A versenybíróság így a sportág történetében először, megfosztotta Huntot a győzelemtől és Niki Lauda kapta meg a 9 pontot. Lauda páratlan bravúrt hajtott végre, az első hat versenyből négyszer nyert, kétszer második lett. Huntnak minden pont számított, és végül a McLaren csapat nyomására, két hónap múlva a versenybíróság visszaadta Hunt elvett kilenc pontját.
Ez a döntés befolyásolta a világbajnokság végeredményét is. Lauda a nürburgringi balesete után két verseny kihagyott, a későbbi versenyeken alig tudott pontot szerezni és Hunt egy ponttal megnyerte a világbajnokságot.
| Helyezés | #  | Versenyző          | Csapat/Motor       | Körök | Idő/Kiesés oka | Rajthely | Pontszám |
| -------- | -- | ------------------ | ------------------ | ----- | -------------- | -------- | -------- |
| 1        | 11 | James Hunt         | McLaren-Ford       | 75    | 1h42:20,43     | 1        | 9        |
| 2        | 1  | Niki Lauda         | Ferrari            | 75    | + 30,97        | 2        | 6        |
| 3        | 6  | Gunnar Nilsson     | Lotus-Ford         | 75    | + 48,02        | 7        | 4        |
| 4        | 7  | Carlos Reutemann   | Brabham-Alfa Romeo | 74    | + 1 kör        | 12       | 3        |
| 5        | 22 | Chris Amon         | Ensign-Ford        | 74    | + 1 kör        | 10       | 2        |
| 6        | 8  | Carlos Pace        | Brabham-Alfa Romeo | 74    | + 1 kör        | 11       | 1        |
| 7        | 20 | Jacky Ickx         | Wolf-Williams-Ford | 74    | + 1 kör        | 21       |          |
| 8        | 16 | Tom Pryce          | Shadow-Ford        | 74    | + 1 kör        | 22       |          |
| 9        | 19 | Alan Jones         | Surtees-Ford       | 74    | + 1 kör        | 20       |          |
| 10       | 21 | Michel Leclère     | Wolf-Williams-Ford | 73    | + 2 kör        | 23       |          |
| 11       | 2  | Clay Regazzoni     | Ferrari            | 72    | + 3 kör        | 5        |          |
| 12       | 26 | Jacques Laffite    | Ligier-Matra       | 72    | + 3 kör        | 8        |          |
| 13       | 37 | Larry Perkins      | Boro-Ford          | 72    | + 3 kör        | 24       |          |
| Kiesett  | 12 | Jochen Mass        | McLaren-Ford       | 65    | Motorhiba      | 4        |          |
| Kiesett  | 17 | Jean-Pierre Jarier | Shadow-Ford        | 61    | Elektronika    | 15       |          |
| Kiesett  | 3  | Jody Scheckter     | Tyrrell-Ford       | 53    | Motorhiba      | 14       |          |
| Kiesett  | 28 | John Watson        | Team Penske-Ford   | 51    | Motorhiba      | 13       |          |
| Kiesett  | 35 | Arturo Merzario    | March-Ford         | 36    | Váltóhiba      | 18       |          |
| Kiesett  | 5  | Mario Andretti     | Lotus-Ford         | 34    | Váltóhiba      | 9        |          |
| Kiesett  | 4  | Patrick Depailler  | Tyrrell-Ford       | 25    | Baleset        | 3        |          |
| Kiesett  | 9  | Vittorio Brambilla | March-Ford         | 21    | Felfüggesztés  | 6        |          |
| Kiesett  | 34 | Hans-Joachim Stuck | March-Ford         | 16    | Váltóhiba      | 17       |          |
| Kiesett  | 10 | Ronnie Peterson    | March-Ford         | 11    | Erőátvitel     | 16       |          |
| Kiesett  | 30 | Emerson Fittipaldi | Fittipaldi-Ford    | 3     | Erőátvitel     | 19       |          |
| NK       | 18 | Brett Lunger       | Surtees-Ford       |       |                |          |          |
| NK       | 32 | Loris Kessel       | Brabham-Ford       |       |                |          |          |
| NK       | 25 | Emilio Zapico      | Williams-Ford      |       |                |          |          |
| NK       | 33 | Emilio de Villota  | Brabham-Ford       |       |                |          |          |
| NK       | 24 | Harald Ertl        | Hesketh-Ford       |       |                |          |          |
| NK       | 31 | Ingo Hoffmann      | Fittipaldi-Ford    |       |                |          |          |

## Statisztikák
Vezető helyen:
- Niki Lauda: 31 (1-31)
- James Hunt: 44 (32-75)

James Hunt 2. győzelme, 3. pole-pozíciója, Jochen Mass 2. leggyorsabb köre.
- McLaren 16. győzelme.